# Marathon van Nagoya 1988
De marathon van Nagoya 1988 werd gelopen op zondag 6 maart 1988. Het was de 9e editie van de marathon van Nagoya. Alleen vrouwelijke elitelopers mochten aan de wedstrijd deelnemen. De Chinese You-feng Zhao kwam als eerste over de streep in 2:27.56.

## Uitslagen

### Mannen
| rang   | naam                | land | tijd    |
| ------ | ------------------- | ---- | ------- |
| Goud   | You-Feng Zhao       | CHN  | 2:27.56 |
| Zilver | Carla Beurskens     | NED  | 2:28.58 |
| Brons  | Birgit Stephan      | GER  | 2:29.19 |
| 4      | Li-Hua Xie          | CHN  | 2:31.43 |
| 5      | Ludmila Melicherova | TCH  | 2:34.04 |
| 6      | Ngaire Drake        | NZL  | 2:37.59 |
| 7      | Glenys Quick        | NZL  | 2:39.11 |
| 8      | Machiko Inoguchi    | JPN  | 2:39.30 |
| 9      | Yoshiko Hidaka      | JPN  | 2:40.29 |
| 10     | Mar-Mar Min         | MYA  | 2:41.52 |
| 11     | Shizuko Yukawa      | JPN  | 2:42.13 |
| 12     | Izumi Yukimoto      | JPN  | 2:43.03 |
| 13     | Nicola Morris       | ENG  | 2:43.58 |
| 14     | Yoshiko Hirohama    | JPN  | 2:44.04 |
| 15     | Akemi Yamanaka      | JPN  | 2:44.45 |
| 16     | Mika Negishi        | JPN  | 2:45.53 |
| 17     | Noriko Yamada       | JPN  | 2:49.30 |
| 18     | Junko Kawakami      | JPN  | 2:49.40 |
| 19     | Miwa Kameyama       | JPN  | 2:50.20 |
| 20     | Rumiko Kaneko       | JPN  | 2:51.03 |

1984 ·
1985 ·
1986 ·
1987 ·
1988 ·
1989 ·
1990 ·
1991 ·
1992 ·
1993 ·
1994 ·
1995 ·
1996 ·
1997 ·
1998 ·
1999 ·
2000 ·
2001 ·
2002 ·
2003 ·
2004 ·
2005 ·
2006 ·
2007 ·
2008 ·
2009 ·
2010 ·
2011 ·
2012 ·
2013 ·
2014 ·
2015 ·
2016 ·
2017